# Om Prakash Verma
Om Prakash Verma, född 20 mars 1937, död 8 december 2015, var en indisk jurist och politiker. Han var guvernör (2003 - 2004) i Punjab och Chandigarh.